# Publix
Publix Super Markets — американская сеть супермаркетов. Крупнейшая компания США, находящаяся в собственности её работников. Компания была основана в 1930 году, штаб-квартира расположена в Лейкленде (штат Флорида, США). Более половины из 1300 её супермаркетов находятся во Флориде. В списке крупнейших компаний США по размеру выручки Fortune 500 в 2022 году заняла 76-е место.

## История
Компания была основана в 1930 году во Флориде 22-летним Джорджем Дженкинсом (George W. Jenkins). К 1935 году у компании Дженкинса было 5 магазинов, а в 1940 году она открыла свой первый супермаркет. В 1950 году 22 супермаркета Publix дали выручку 12 млн долларов. С конца 1950-х годов акции Publix начали распределяться среди сотрудников компании. В 1959 году был открыт первый супермаркет компании в Майами (до этого они открывались в небольших городах, где была ниже конкуренция). К концу 1970-х годов оборот достиг 2 млрд долларов, а число супермаркетов — 234.
В 1980-х годах Publix первой начала оснащать свои супермаркеты сканерами штрихкодов, а также устанавливать банкоматы. В начале 1990 года Джордж Дженкинс отошёл от дел компании, его сменил сын Говард Дженкинс; к этому времени 370 супермаркетов компании давали выручку 5,38 млрд долларов. С 1992 года компания начала осваивать соседний с Флоридой штат Джорджия, а с 1994 года — Южную Каролину. В 1995 году Publix стала седьмой крупнейшей сетью супермаркетов США, однако рост замедлился из-за критики в отношении дискриминации по признакам пола и расы (высший менеджмент почти полностью состоял из белых мужчин); критика вылилась в самый массовый коллективный иск против компании, объединивший 120 тыс. истцов, улаженный за 81,5 млн долларов.

## Деятельность
По состоянию на начало 2023 года у компании было 1325 супермаркетов, наибольшее их количество во Флориде (844), далее следуют штаты Джорджия (202), Алабама (86), Южная Каролина (68), Теннеси (55), Северная Каролина (51) и Виргиния (19).